# Nabucco
Nabucco je název opery Giuseppe Verdiho z roku 1842. Autorem libreta je Temistocle Solera. Název opery vznikl zkrácením jména biblické postavy - krále Nebukadnesara II.

## Historie
Po neúspěchu své druhé opery Jeden den králem byl Verdi připraven ukončit svou skladatelskou kariéru. Libreto Nabucca mu bylo v podstatě vnuceno a proti jeho vůli jej zaujalo natolik, že se rozhodl k jeho realizaci. Obrovský úspěch této Verdiho v pořadí třetí opery znamenal jeho definitivní návrat na dráhu skladatele.
Ačkoliv je Nabucco teprve třetí Verdiho operou, podařilo se mu na biblický námět vytvořit velmi sugestivní dílo. V libretu ho zaujal text  „Va, pensiero, sull’ali dorate“ (Leť, myšlenko, na zlatých křídlech…) a inspiroval ho ke spontánní kompozici sboru, jehož plamenná melodie a rytmus z něj učinily osvobozeneckou píseň zpívanou po celé Itálii. Celou operu pak dokončil během několika týdnů. Vášnivá hudba díla, pojednávající o osvobození Židů z babylonského zajetí, plně korespondovala s náladou obyvatelstva, zaujatého touhou po osvobození z rakousko-habsburské moci a sjednocení Itálie.

## Hlavní postavy
- Nabukadnesar (Nabucco), král babylonský (baryton)
- Abigail, jeho domnělá starší dcera (soprán)
- Fenena, jeho dcera (mezzosoprán)
- Ismael, syn krále Jeruzalémského (tenor)
- Zachariáš, židovský kněz (bas)
- Hlavní velekněz kultu boha Baála (bas)
- Anna, Zachariášova sestra (soprán)
- Abdallo, babylonský voják (tenor)

## Obsah
Nabucco je dramatická opera o čtyřech dějstvích. Její děj je odvozen z biblického příběhu o zajetí Židů - odehrává se v Babylónu a v Jeruzalémě zhruba v 6. století před naším letopočtem.

### První dějství
V Jeruzalémě se židovský lid obává války s Babylonem. Velekněz Zachariáš se snaží zmenšit obavy tím, že Židé mají ve svých rukách jako rukojmí Nabukadnesarovu dceru Fenenu. Přesto obsazují babylonská vojska Jeruzalém a Fenena je osvobozena ze Zachariášových rukou židovským vojevůdcem Ismaelem, který je za to označen za zrádce. Babylonské vojsko likviduje Šalamounův chrám a Židé jsou odvlečeni do zajetí do Babylonu.

### Druhé dějství
Abigail se snaží intrikami získat pro sebe následnictví na babylonském trůně. Vychází však najevo, že není Nabukadnesarovou dcerou, ale pouhou otrokyní. Král určuje za následnici Fenenu, na což Abigail reaguje odhalením, že Fenena tajně vyznává židovskou víru. Abigail se pokusí o převzetí moci s pomocí Baalova Velekněze. Král, který se snaží přesvědčit Židy i obyvatele Babylonu, aby zavrhli své bohy a uctívali jeho, je zasažen bleskem a zešílí.

### Třetí dějství
Abigail se zmocňuje koruny a donutí krále k rozsudku smrti nad všemi Židy (tj. včetně Feneny). Zachariáš mezi zajatými a těžce pracujícími Židy mezitím navzdory nepříznivé situaci věští brzké osvobození všech z babylonského zajetí.

### Čtvrté dějství
Nabukadnesar, kterého mezitím Abigail nechala vsadit do žaláře, prosí o pomoc Hospodina, zatímco je Fenena vedena na popraviště. Je zázračně vysvobozen a popravě zabrání.
V závěrečné scéně dává král zbořit Baalovy sochy, přestupuje na židovskou víru a Židy propouští ze zajetí.

### Online dílo
- SOLERA, Temistocle. Nabuchodonosor. Překlad Bedřich Peška. Praha: vl.n., 1868. Dostupné online. Překlad původního italského libreta, které pro pražskou inscenaci této Verdiho opery v roce 1868 přeložil Bedřich Peška.